# Robert Maggiori
Pour les articles homonymes, voir Maggiori.
Robert Maggiori, né le 13 avril 1947 à Osimo dans les Marches (Italie), est un philosophe, éditeur, traducteur et journaliste français.

## Biographie
Robert Maggiori a fait ses études secondaires au lycée Jacques-Amyot de Melun (Seine-et-Marne), puis a étudié à La Sorbonne, où il a entrepris un doctorat non abouti sous la direction de Vladimir Jankélévitch, qui deviendra son maître. D'abord nommé au lycée André-Malraux de Montereau (Seine-et-Marne), puis au lycée Uruguay-France d'Avon, dans le même département, il enseigne la philosophie, depuis 1985, au lycée François-Couperin de Fontainebleau.
Robert Maggiori est  également journaliste à Libération, où, depuis près de trente ans, il publie des articles de critique littéraire et philosophique.
Il collabore à de nombreuses revues (La Pensée, Alfabeta, Le Magazine littéraire, Critique, Les Temps modernes...), traduit des ouvrages italiens de sciences humaines et a été membre du comité de rédaction de Critique, et codirecteur (avec Christian Descamps) de la collection Itinéraires chez Flammarion puis de la collection Philosophie présente chez Bordas.
Il a été membre de l'Institut de la pensée contemporaine (université Paris VII)[réf. souhaitée].
Il est père de trois enfants : Karin, Marc et Eric Maggiori. Karin est créatrice de sacs et de bijoux. Le cadet (Marc) est réalisateur et chanteur du groupe rock français Pleymo. Eric Maggiori est journaliste pour So Foot, rédacteur en chef de So Foot Club et rédacteur en chef du site [sofoot.com]. 
Il est, avec Charlotte Casiraghi, Joseph Cohen et Raphael Zagury-Orly, membre fondateur, en 2015, des Rencontres philosophiques de Monaco, et du « Prix de Philosophie », attribué chaque année à un ouvrage philosophique novateur.

## Travaux

### Essais
- Lire Gramsci, Éditions universitaires, 1973 (avec Dominique Grisoni)
- Philosopher  (codirection, avec Christian Delacampagne), Éditions Fayard, 1980 (édition de poche, tomes 1 et 2, Presses Pocket, 1991)
- De la Convivance, Editions Fayard, 1986
- Vladimir Jankélévitch filosofo dell'amore,  préface à l'édition italienne du Traité des Vertus, Garzanti, Milan, 1987
- La Philosophie au jour le jour, Flammarion, 1994
- Cinquante ans de philosophie française (sous la direction de Bernard Sichère), ministère des Affaires étrangères, Adpf, 1996
- Philosopher II (codirection, avec Christian Delacampagne), Fayard, 2000
- Un animal, un philosophe, Julliard, 2005
- À la rencontre des philosophes, Bordas, 2005
- Le métier de critique - Journalisme et philosophie", Seuil, 2011
- Archipel des passions (avec Charlotte Casiraghi), Seuil, 2018
- Mémoire - Vies et morts de philosophes contemporains, Vrin/Les Rencontres philosophiques de Monaco, 2023

### Traductions
- Notes sur Gramsci, d'Alfonso Leonetti, EDI, Paris, 1974
- Pour le communisme : questions de théorie, de Nicola Badaloni (it), Mouton, La Haye, 1975
- Analyse en famille, de Maria Marcone, Payot, Paris, 1979
- L'Enfant poisson, de Michele Zappella, Paris, Payot, 1979
- La Mauvaise mère - Phénoménologie et anthropologie de l'infanticide, de Glauco Carloni et Daniela Nobili, Payot, 1977
- Sexualité et culture, de Franco Fornari, PUF, 1978
- Qu'est-ce que la psychiatrie ?, de Franco Basaglia, PUF, 1980

## Édition
- Collection Itinéraires, Flammarion
- Collection Philosophie Présente, Bordas
- Numéros spéciaux de la revue Critique, (Éditions de Minuit)
  - Les philosophes italiens par eux-mêmes, N° 452-53, (1985)
  - Michel Foucault, du monde entier, N° 471-72, (1986)
  - Vladimir Jankélévitch, N° 500-01, (1989)
  - Giacomo Leopardi, N° 512-13, (1990)

## Télévision
- Carlo Ginzburg, Réflexions faites, GMT Productions, La Sept/Arte
- Ernst Gombrich, Réflexions faites, GMT Productions, La Sept/Arte (en collaboration avec Didier Eribon)